# Ibrahim Karim
Ibrahim Karim (Caïro, 1 februari 1942) is een Egyptisch architect.
Hij is vooral bekend door het ontwikkelen van de wetenschap die zich bezighoudt met de "energie van vormen". Dit wordt door hem BioGeometrie genoemd.

## Levensloop
Ibrahim Karim werd geboren in Caïro.
Na zijn studies in die stad volgde hij een opleiding aan het Eidgenössische Technische Hochschule afdeling architectuur in Zürich (1967) en promoveerde daar in 1975.
Hij heeft architectuur gedoceerd aan de Helwan universiteit in Caïro (1972, 1978) en had de supervisie over meerdere promovendi op het gebied van architectuur aan Egyptische universiteiten.
Als adviseur was hij werkzaam voor de minister van Gezondheid en de minister van Cultuur (1969-80). Als adviseur voor de minister van Toerisme (1985-88) en voor de minister van Wetenschappelijk Onderzoek (1990-1994).
Andere gegevens:
- Voorzitter van het Committee on the influence of Geometrical Shapes on Life Functions, National Research Center, Caïro (1993-1995).
- Houder van patenten op het gebied van biogeometrie.
- Medeoprichter van de Imhotep scientific Society in Egypte (1985).
- President en eigenaar van BioGeometry Energy Systems Ltd.
- Eigenaar en managing director van ALEMARA Consultants (een bedrijf actief met architectuur en ontwerpen).
- Een prijs gewonnen op het International Conference for Inventors: 20th Century Gate, Caïro Dec.98.
- Heeft diverse seminars gehouden op het gebied van BioGeometry in de Verenigde Staten, Nederland en Egypte (vanaf 1996).
- Presentaties gegeven in vele televisie series in het Midden-Oosten en interviews in kranten en tijdschriften.
- Projecten die verband houden met BioGeometrie: Old Vic Hurghada toeristenproject, Hurghada, Rode Zee met 22 eenheden (1985) en Portrait (Sokhna toeristenproject), Golf van Suez met 120 eenheden (1992).

## BioSignature
Ibrahim Karim ontwierp diagrammen of tekeningen, die hij BioSignaturen noemt. 
Deze diagrammen beïnvloeden volgens hem direct de energie en de functies van de organen van het lichaam. Ze hebben dezelfde trillingskwaliteiten als de oorspronkelijke of ideale functies van de specifieke organen in het lichaam en kunnen die organen daardoor beïnvloeden door resonantie . Wanneer een BioSignatuur geplaatst wordt in het energieveld aan de buitenkant/oppervlak van het lichaam, wordt zijn energie doorgegeven. Dat kan door het tekenen van het BioSignatuur op de huid of via een hanger waar de BioSignaturen op aangebracht zijn. De energie van het unieke lineaire diagram treedt in resonantie met de functies van het orgaan dat het vertegenwoordigt. Daardoor wordt de energiestroom in het orgaan gecorrigeerd/geharmoniseerd.

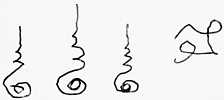
Signatuur gezien in een taxi in Thailand

Priesters van het hindoeïsme/boeddhisme maken al lang gebruik van dit soort diagrammen. Bijvoorbeeld: iemand met een nieuwe auto gaat naar de tempel en vraagt de priester om in zijn wagen tekens aan te brengen om hem/haar te beschermen tegen ongevallen. De diagrammen in het plaatje rechts werden gezien in een taxi in Noord Thailand.
Reiki-symbolen verschillen van BioSignaturen. Reiki symbolen zijn geheim en worden daarom (vrijwel) nooit (zichtbaar) beschikbaar gesteld voor belangstellenden.

## Sceptisch
Er bestaat geen goed onderbouwde hypothese van de veronderstelde werking, ook de werking als zodanig is nimmer aangetoond.
Er is geen wetenschappelijk onderzoek gepubliceerd over de effecten van BioSignaturen ondanks de suggesties die soms wordt gewekt. Nadrukkelijk en herhaaldelijk vragen bij Ibrahim Karim naar beweerde onderzoeken levert niets op.
Hierdoor wordt zijn theorie door velen als pseudowetenschap beschouwd.